# 日本竹筴魚
日本竹筴魚（学名：Trachurus japonicus），又稱真鰺或池魚，俗称巴攏、瓜仔魚、竹筴魚，為輻鰭魚綱鱸形目鱸亞目鰺科的其中一個種，被IUCN列為近危保育類動物。

## 分布
本魚分布於西北太平洋區，包括中國東海、黃海、韓國、日本、台灣等海域。

## 深度
水深10至50公尺。

## 特徵
本魚沿側線均有稜鱗，約69至72枚；頭長大於體高。彎曲部最高的稜鱗，並不較直走部之最高為高。體色有兩類，沿岸出產者，體黃色，體高稍大；外洋出產者體清灰色，體高較小。鰓蓋後緣有一黑斑。眼徑較吻長為長，頭長大於或等於體高。第一背鰭有硬棘8枚；第二背鰭有硬棘1枚、軟條30至35枚；臀鰭有硬棘1枚、軟條26至30枚。體側扁，口大而脆弱。體長可達50公分，體重可達660公克。

## 生態
本魚棲息於海底礁石上方處，或有湧昇流處，行動敏捷捕食小型蝦蟹類，朝夕常出現在海水表面。

## 經濟利用
在日本為高經濟價值的食用魚，可用拖網、圍網及焚寄網等方法捕獲，美味，油炸或煮湯均可。
日本大分市佐賀關町所特產的竹筴魚又被稱為關竹筴魚而知名，常做成高級刺身

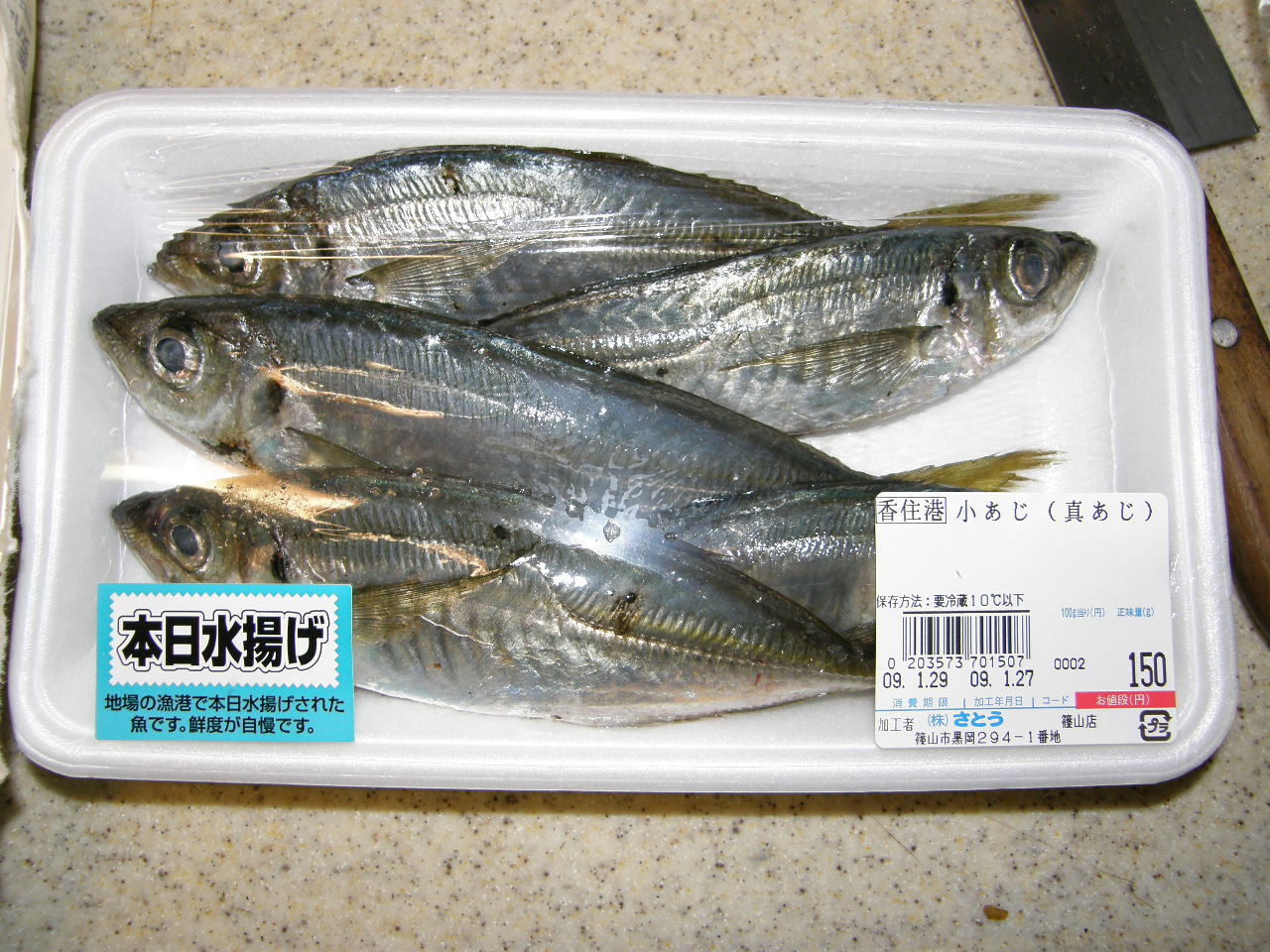
超市贩卖的竹筴魚
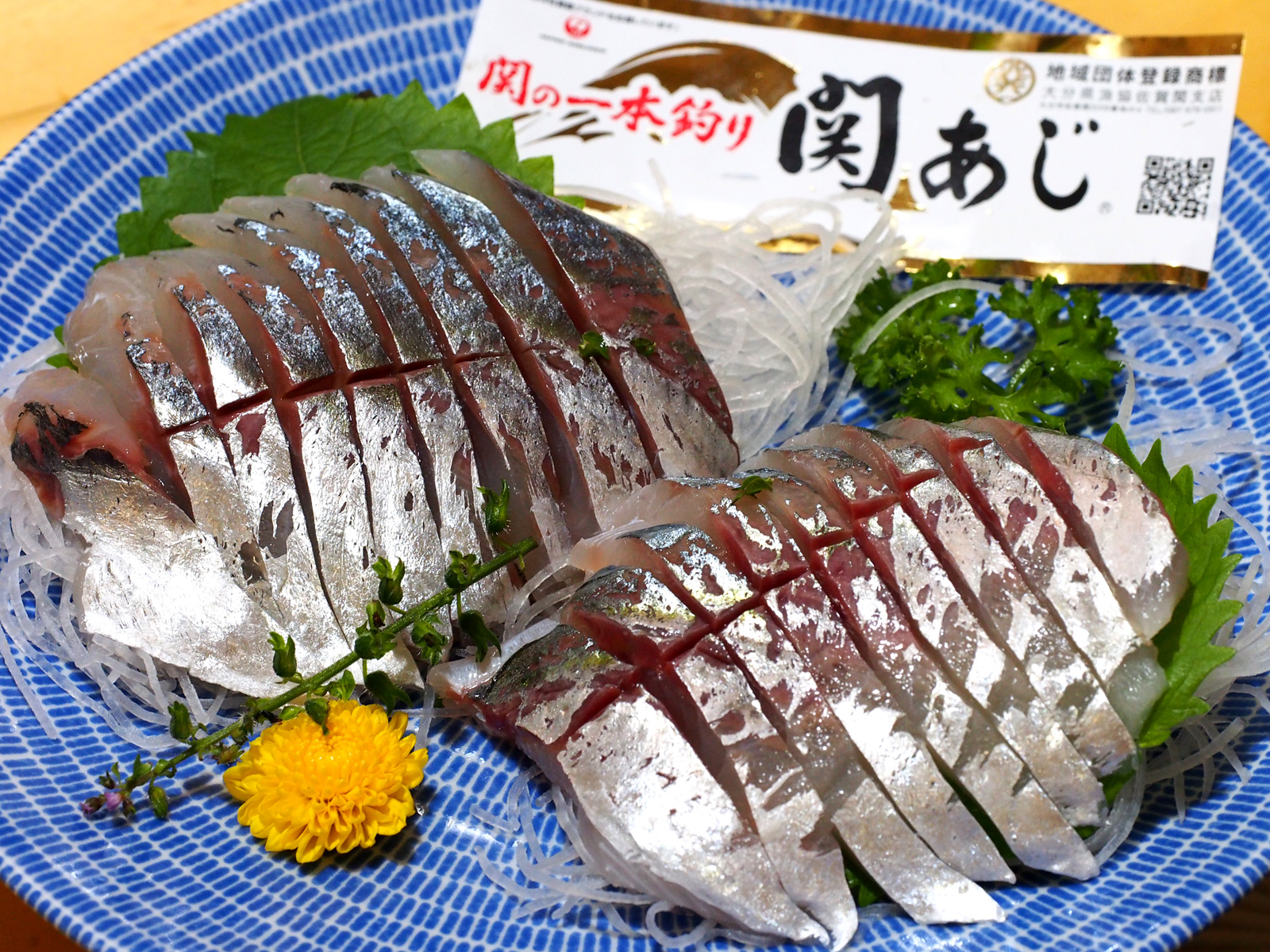
竹筴魚刺身
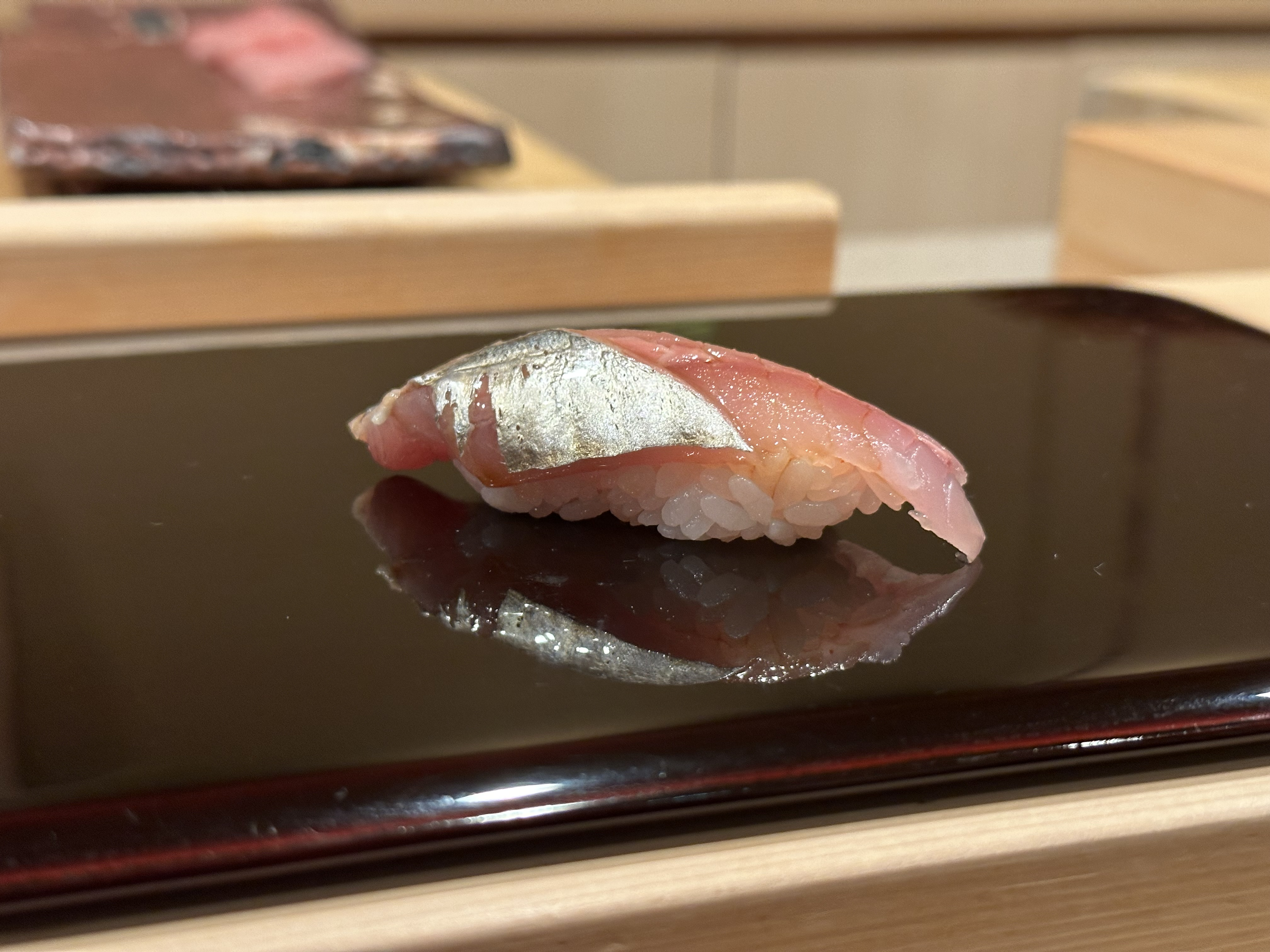
竹筴魚握寿司